# Sunisa Lee
Sunisa "Suni" Lee (født 9. marts 2003) er en amerikansk gymnast.
Hun deltog ved sommer-OL 2020 i Tokyo, hvor blev mester i all-around og vandt bronze i forskudt barre. Hun var medlem af de hold, der vandt guld ved VM i 2019 og sølv ved de olympiske lege 2020.